# Ефект снігової кулі
«Ефект снігової кулі» — фігуральний опис для низки близьких по суті неточних математичних ефектів, за якого спочатку невелике за значенням ядро певного феномену стає привабливим для більшої кількості потенційних адептів, які, пройшовши кілька фаз прилучення до ядра, стають його частиною. Акцент у цьому разі робиться на кількох стадіях прилучення до об'єкту і сприятливих умови для залучення до інсайдерської групи дедалі більшої кількості раніше незацікавлених сторонніх осіб шляхом грошових чи інших обіцянок, створення різноманітних прихованих і явних стимулів. Хвильовий ефект відлуння ядра часто поєднується з ефектом низької бази, що вигідно виділяє феномен снігової кулі на тлі інших спочатку великих явищ, які не можуть зростати швидкими темпами через їхню початково високу базу (новомодне веганство в порівнянні з традиційним м'ясоїдством). Для порівняння, «ефект метелика» породжує не зростання самого феномену, а виникнення ланцюга відносно незалежних подій, кожна з яких стає все більш епохальною та масштабною. «Ефект снігової кулі» у фінансовій сфері носить назву фінансової піраміди, хоча зовнішні шари ядра не обов'язково за ступенем залученості ідентичні внутрішнім, тобто, приміром, крім строгих і непохитних прихильників вегетаріанства до них примикають середньо- і слабкозацікавлені в деякому феномені групи потенційних адептів. Найменування ефекту походить від аналогії, коли маленька, але липка сніжинка може зрости в снігову кулю, поглинаючи все більше навколишнього снігу. Таке нарощування може зробити об'єкт небезпечним чи руйнівним. У точних науках фігуральному виразу найближче відповідає термін геометрична прогресія.

## Приклади
Ефект простежується в різних сферах діяльності, широко використовується в журналістиці для опису процесів неконтрольованого зростання раніше незначних явищ за сприятливих для них (явищ) обставин.
Наприклад, у середньовічному судочинстві необмежене застосування тортур призвело до того що для винесення вироку було достатньо доносів і свідчень свідків. Застосування тортур навіть стосовно обвинувачених, що вже визнали провину, породжувало ефект «снігової кулі», за якого обвинувачені доносили на все нових і нових нібито спільників, з якими вони нібито разом чаклували і тому «полювання на відьом», як і кількість засуджених за чаклунство, зростали в геометричній прогресії. Наприклад, у місті Сейлем зі сотнею будинків, за два роки судових процесів за звинуваченням у чаклунстві засуджено 185 осіб.
«Ефект снігової кулі» використано в комп'ютерній грі Katamari Damacy.
В економіці приклад снігової кулі спостерігається, коли державна політика стимулює заощадження на шкоду споживанню. За логічного підвищення відсоткових ставок банками держава однак починає відчувати проблеми з виплатою зобов'язань з обслуговування державного боргу, що зростають, як снігова куля.
На валютних біржах «ефект снігової кулі» простежується коли кожне різке коливання курсу провокує потенційно триразове відлуння у вигляді спекулятивних фондів, що біжать з відкритих позицій, особливо наприкінці тижня.
У лінгводемографії «ефект снігової кулі» може спостерігатися тоді коли менш численна за кількістю носіїв на місцевому рівні, але привабливіша з економічних і глобальних причин мова приваблює непропорційно багато охочих її вивчати, часто за рахунок інших менш привабливих або престижних мов. Наприклад, 1960 року в громаді Сен-Леонар (Монреаль, Квебек) 55 % населення становили франкофони, 40 % італо-квебекці і ще 5 % англофони. Однак на кінець 1960-х років частка італо-квебекців, які бажали здобувати освіту англійською мовою, досягла 90 %. Внаслідок повальної асиміляції італо-квебекців у англомовне середовище, франкомовна більшість у громаді опинилася під загрозою. У регіоні почалися заворушення, довелося втрутитися поліції.
«Ефект снігової кулі» може спостерігатися і «навпаки», коли при зміні зовнішньої кон'юнктури відпадають один за одним дрібні компоненти, без яких ядро конструкції, що збереглося, вже втрачає колишню ауру значущості і престижу, що спостерігалося при розпаді СРСР, коли з його складу по черзі вийшло кілька республік.

## У статистиці
У статистиці на основі цього ефекту склалася своєрідна вибірка методом снігової кулі.